# نك.اى
ايم سو إيون، المعروفة بإسم نك.اى (بالكورية: 임소은)‏ هي مغنية وممثلة كورية جنوبية، ولدت يوم 7 أكتوبر 1996 في ألسان في كوريا الجنوبية.

## روابط خارجية
- نك.اى على موقع ميوزك برينز (الإنجليزية)